# Svante Wilhelm Björnsköld
Svante Wilhelm Björnsköld, född omkring 1685, var en svensk militär.
Svante Wilhelm Björnsköld var son till major Per Björnsköld och friherrinnan Catharina Ranck. Han blev fänrik vid Mauritz Vellingks Stadeska infanteriregemente 1702, löjtnant där 1707, kapten vid Mardefeltska regementet 1711, kapten vid Marschalks dragonregemente med fullmakt från 1715 samt generaladjutant av flygeln 1716. Björnsköld blev fången vid kapitulationen i Tönningen 1713 men frigavs 1715. Han var 1719–1721 överste och chef för Bremiska infanteriregementet, men reste därefter utrikes och erhöll kort därefter avsked.